# آرتور ینژیچیک
آرتور مارتین یِنژِیچیک (لهستانی: Artur Martin Jędrzejczyk؛ زادهٔ ۴ نوامبر ۱۹۸۷) یک بازیکن فوتبال اهل لهستان است. از باشگاه‌هایی که در آن بازی کرده است می‌توان به لگیا ورشو و کراسنودار اشاره کرد.
وی همچنین در تیم ملی فوتبال لهستان بازی کرده است.